# Wassenaar
Wassenaar phát âmⓘ (dân số: 25.651 thời điểm ngày 1 tháng 6 năm 2007) là một thị xã ở phía tây Hà Lan, trong tỉnh Zuid-Holland. Là một ngoại ô của Den Hag, Wassenaar có cự ly 10 km (6 mi) về phía bắc của thành phố này trên tuyến đường N44 gần bờ Biển Bắc. Đô thị này có diện tích 62,50 km², trong đó 11,65 km² là mặt nước. 